# هکلتون
هکلتون (به انگلیسی: Hackleton) یک روستا و محله مدنی در بریتانیا است که در ساوت نورث‌همپتون‌شر واقع شده‌است. هکلتون ۱٬۵۶۸ نفر جمعیت دارد.